# Кіт лісовий європейський
Кіт лісовий європейський (Felis silvestris silvestris) — підвид лісового кота, хижого ссавця родини котячих, що мешкає в європейських лісах, Кавказьких горах та лісистих районах Туреччини.

## Опис
Європейський лісовий кіт має сіро-коричневе хутро із чітко окресленим малюнком чорних смуг та пухнастий хвіст із темним, немов обрубаним, кінчиком. За зовнішнім виглядом часом може бути подібним до свійського, однак забарвлення їх цілком не збігається, смуги вздовж хребта в Felis catus найчастіше відсутні, хвіст тонкий та загострений. Меланістичний чорний окрас, типовий для свійських кішок, для лісових котів не є характерним. Лісовий кіт також значно більший за розміром та міцніший за будовою за свійського. Від степового кота європейський натомість відрізняється більш довгим та густим хутром, необхідним для виживання в умовах низьких зимових температур. 

## Поширення

Поширення кота лісового в Україні (за)

Європейські лісові коти мешкають здебільшого у широколистяних, мішаних лісах із густим підліском, на кам’янистих узвишшях, багатих на природні схованки, та уникають сільськогосподарських районів і населених пунктів. Вони ведуть переважно нічний спосіб життя, денна активність характерна лише для безлюдних місцевостей. Лісові коти зустрічаються також у заростях уздовж берегів річок та струмків і навіть в заболочених низовинах, особливо на територіях, що зазнали сильного антропогенного впливу. 
Найпівнічніші популяції підвиду знаходяться у північній та східній Шотландії. 
В Англії та Уельсі лісові коти були винищені. Приблизно у першій половині XX ст. вони вимерли також в Австрії та Нідерландах. У повоєнний час відбулося деяке збільшення кількості європейських лісових котів.
У Франції є дві окремі популяції. Перша поширюється від лісової системи Арденн на північному сході країни до Люксембургу, Німеччині та Бельгії. Друга на півдні Франції через Піренеї може бути пов’язаною із популяцією в Іспанії та Португалії.  
У Швейцарії європейський лісовий кіт наявний у горах Юра.
В Німеччині Рейн є головним бар'єром між популяціями гір Айфель та Гунсрюк на захід від ріки та популяціями на схід от неї, де шість смуг швидкісного шосе перешкоджають поширенню лісових котів. З метою вільного розповсюдження тварин у країні запущено програму з обладнання безпечних переходів (віадуки, мости, тунелі) через дороги, створення спеціальних огорож для швидкісних трас та розширення мережі т. зв. «зелених коридорів» – штучно створених лісових посадок та живоплотів, що зв’яжуть між собою у єдину систему окремі ізольовані ліси.
З трьох окремих популяцій Італії одна знаходиться в центральній та південній частині країни, інша у східних Альпах (може бути пов’язаною із популяціями Словенії та Хорватії).  На думку деяких дослідників сицилійська популяція лісового кота єдина з острівних середземноморських, що не є інтродукованою.
Територія проживання популяції у Карпатських горах простягається від Польщі до північної Словаччини та західної України.
В Україні поширені найбільш східні популяції європейського підвиду, і тут проходить східна межа його ареалу, який простягається до Дніпра.

## Загрози

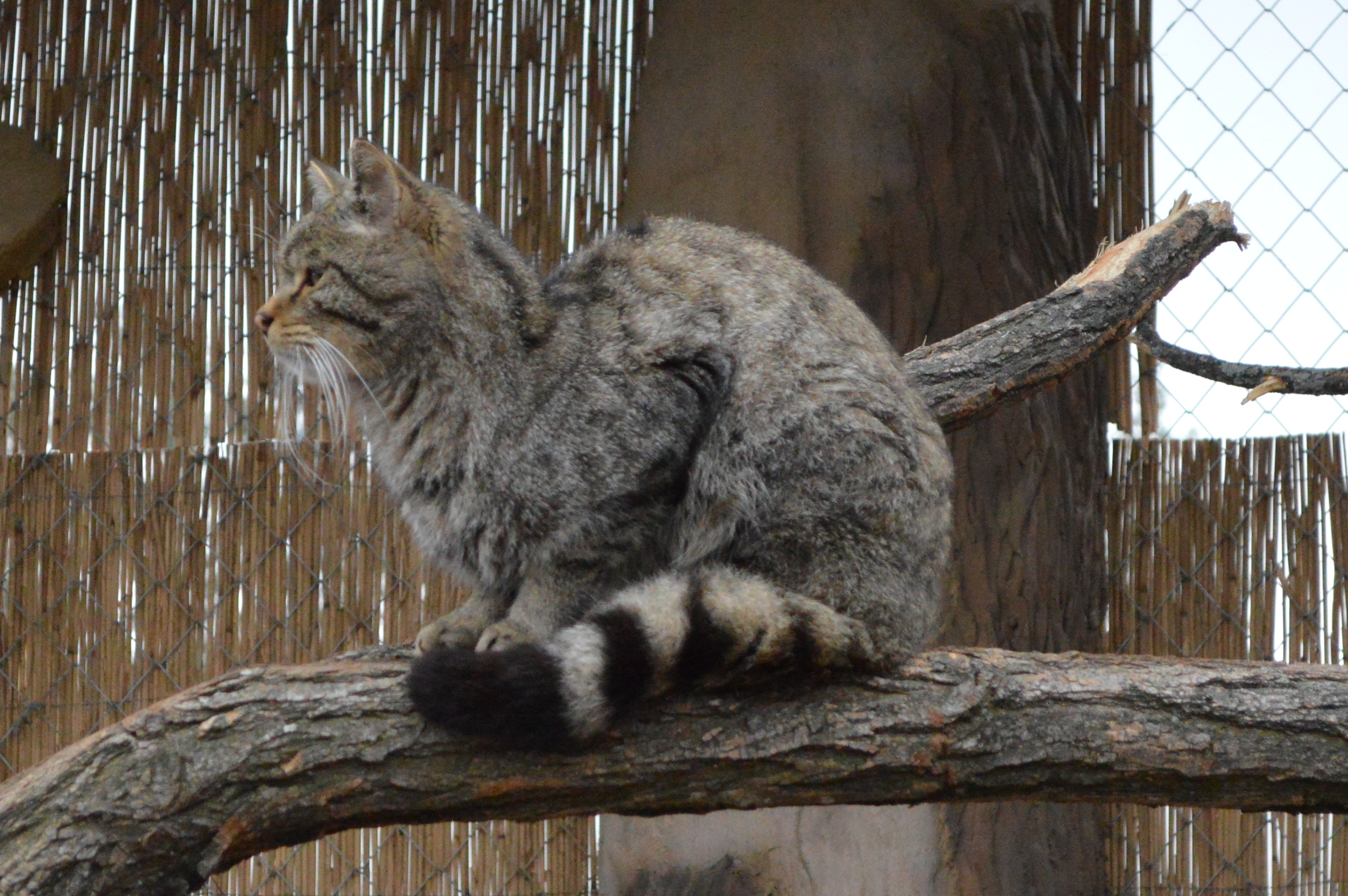
Лісовий кіт у вольєрі, Парк природи «Беремицьке»

В більшості європейських країн європейські лісові коти є рідкісними. Загалом у Східній Європі більше європейських диких котів ніж у Центральній та Західній, однак через інтенсивне скорочення площі лісів, незаконне полювання та відсутність належних охоронних заходів їх кількість зменшується більш швидкими темпами.
Генетична чистота значної частини популяцій знаходиться під загрозою, оскільки за умови низької чисельності лісових котів відбувається їх гібридизація зі здичавілими свійськими. У науковому середовищі усталеною є думка про відсутність чистих ліній європейського дикого кота. Однак на думку деяких дослідників схрещування не має згубної дії і генетична чистота диких котів менш важлива, ніж їх існування в екосистемі. Генетичні дослідження поки що не дають однорідної для всієї Європи картини щодо розрізнення лісових, смугастих свійських котів та їх гібридів. 
В Німеччині від початку 80-х років впроваджено програми з розведення та реінтродукції європейського лісового кота. Станом на сьогодні у країні нараховують приблизно 5000-7000 особин і зусилля природоохоронних організацій здебільшого скеровані нині на контроль за станом популяцій та створення умов для безперешкодного розселення тварин територією країни.
У Шотландії діють декілька програм зі збереження лісових котів, що спрямовані на інформування місцевого населення щодо захисту тварин, виведення у неволі чистих ліній із подальшим поверненням їх у дику природу, запобігання інбридингу та небажаному схрещуванню. З метою зменшення ризиків гібридизації лісових та свійських котів навколо заповідних територій створені спеціальні буферні зони, де проводиться тотальна стерилізація малоцінних гібридів та здичавілих домашніх котів.
Іншим суттєвим ризиком для лісових котів є інфекції, спільні для диких та свійських тварин. Через досить високу щільність популяції свійських котів у ній формується постійне джерело патогенів, що безперервно циркулюють та дають періодичні спалахи хвороби за сприятливих умов. Дикі тварини можуть бути схильні до тих самих хвороб, що і свійські, однак низька щільність проживання заважає постійній циркуляції збудника захворювання і після його зникнення новий спалах хвороби може відбутися лише після нового занесення патогену. У зв'язку зі збільшенням частоти контактів між свійськими та лісовими котами ризик інфікування останніх значно посилюється.